# Marissa Coleman
Marissa Coleman (* 4. Januar 1987 in Portland, Oregon, Vereinigte Staaten) ist eine professionelle Basketball-Spielerin. Seit 2014 spielt sie für das Indiana Fever in der Women’s National Basketball Association (WNBA) und in der Saison 2016/17 für das türkische Team Mersin BSB.

## Karriere

### College (2005 bis 2009)
Coleman studierte von 2005 bis 2009 an der University of Maryland. Während ihrer Zeit am College spielte Coleman auch für die Athletikabteilung der Universität bei den Maryland Terrapins. Bereits in ihrer Freshman-Saison erreichte sie mit den Terrapins das Finale des NCAA Division I Basketball-Meisterschaftsfinals, wo sie auf die Basketballmannschaft der Duke University trafen. Da es nach der regulären Spielzeit unentschieden stand, ging das Spiel in eine Verlängerung, wo Coleman vier von acht Punkten erzielte, zwei davon 13 Sekunden vor Schluss von der Freiwurflinie. Außerdem holte sie den entscheidenden Rebound in den letzten Sekunden und sicherte somit den Terrapins ihre erste NCAA Division I Basketball Championship. Coleman beendete ihre erste Saison mit einem Schnitt von 13,8 Punkten und 8,1 Rebounds pro Spiel. Für diese gute Leistung erhielt sie mehrere Auszeichnungen wie zum Beispiel den ACC Rookie of the Year Award. In ihrer Sophomore-Saison erreichte sie einen Schnitt von 13,2 Punkten und 7,5 Rebounds pro Spiel. Zwar erhielt sie auch in dieser Saison wieder einige Auszeichnungen, jedoch blieb ein mannschaftlicher Erfolg dieses Mal aus. Im Sommer 2007 gewann sie mit der Nationalmannschaft der Vereinigten Staaten bei den Pan-Amerikanischen Spielen in Brasilien die Gold-Medaille. Dabei führte sie die Mannschaft mit 12,6 Punkte pro Spiel an. Ihre Junior-Saison beendete Coleman mit einem Schnitt von 16,1 Punkten und 7,4 Rebounds pro Spiel. In dieser Saison verloren sie die regionale Meisterschaft gegen die Stanford University und verpassten somit zum zweiten Mal in Folge den Einzug in die Final Four. Ihre Senior-Saison beendete sie mit einem Schnitt von 17,7 Punkten und 8,1 Rebounds pro Spiel. Auch in ihrer letzten Saison schied Coleman mit den Terrapins im Finale der regionalen Meisterschaft aus. Dieses Mal waren die Cardinals, das Team der University of Louisville, eine Nummer zu groß.

### WNBA (seit 2009)
Wegen ihrer herausragenden Leistungen für die Terrapins wurde sie beim WNBA Draft 2009 von den Washington Mystics an der insgesamt zweiten Stelle ausgewählt. In der ersten Saison stand sie in 28 Spielen auf dem Platz, gehörte aber nie zur Startformation der Mystics. Sie wurde nach ihrer Premieren-Saison in das WNBA-All-Rookie-Team gewählt. 2009 erzielte sie in durchschnittlich knapp 20 Spielminuten 6,1 Punkte pro Spiel. 2010 bestritt Coleman jedes Saisonspiel, stand auch erstmals in der Starting Five und konnte sowohl ihre Punktausbeute als auch ihre Spielzeit erhöhen. In der Spielzeit 2011 spielte sie wieder alle Saisonspiele und stand dabei 28-mal in der Startformation. Auch in 2011 konnte sie ihrer statistischen Werten weiter verbessern. Zur Saison 2012 wechselte sie zum Team der Los Angeles Sparks. In den beiden Jahren in Los Angeles wurde sie fast nur noch als Ergänzungsspielerin eingesetzt. Ab der Spielserie 2014 war sie für das Indiana-Fever-Team aktiv. Dort bestritt sie fast alle Spiele und stand dabei meist in der Startformation. Durch die größeren Spielanteile konnte sie auch ihre statistischen Werte wieder steigern.

### Europa
In der Saisonpause der WNBA spielt Marissa Coleman wie viele WNBA-Spielerinnen in Europa. Sie stand dabei für Teams aus Italien, Ungarn, Spanien, Frankreich und Frankreich auf dem Platz. Zuletzt spielte sie in der Saison 2016/17 dabei für das türkische Team von Mersin Büyükşehir Belediyespor.

### Nationalmannschaft
Obwohl Coleman erfolgreich mit Juniorinnen-Nationalmannschaften der USA spielte, kam sie bei keinem großen Turnier für die Damen-Basketballnationalmannschaft der Vereinigten Staaten zum Einsatz. Mit dem US-Team gewann sie die U18-Basketball-Amerikameisterschaften 2004 und die U19-Basketball-Weltmeisterschaften 2005.